# Paramètre de densité
Pour les articles homonymes, voir Paramètre (homonymie) et Densité (homonymie).
En cosmologie, le paramètre de densité (en anglais : density parameter) d'une forme de matière est le rapport entre la densité d'énergie de cette matière (supposée homogène sur des volumes suffisamment grands) à la densité critique.
Les paramètres de densité sont couramment notés Ω, symbole correspondant à la lettre grecque oméga majuscule.
L'utilisation des paramètres de densité plutôt que des densités présente l'avantage d'une part de manipuler des nombres sans dimension, et d'autre part, facilite les comparaisons de nombres.
Il est souvent dit que quand la somme des paramètres de densité est supérieure à 1, alors l'expansion de l'Univers va à terme s'arrêter pour laisser la place à une phase de contraction et qu'elle se poursuivra indéfiniment dans le cas contraire. Cette affirmation est erronée en général (mais reste valable si l'on est en présence de matière non relativiste et de radiation uniquement). Ce que la valeur par rapport à 1 de la somme des paramètres de densité indique que c'est le signe de la courbure spatiale.[réf. nécessaire](Les résultats finaux 2018 de la mission Planck, publiés en septembre 2020, montrent que le paramètre de courbure cosmologique, 1 − Ω = ΩK = −Kc2/a2H2, doit être 0.0007±0.0019, ce qui est en accord avec un univers quasiment plat. Rappelons les conditions de courbure : pour une courbure positive : K = +1, ΩK < 0, Ω > 1, pour une courbure négative : K = −1, ΩK > 0, Ω < 1 et pour une courbure nulle : K = 0, ΩK = 0, Ω = 1).
Les paramètres de densité sont :
| {\displaystyle \Omega _{i}}        | {\displaystyle i}       | {\displaystyle w_{i}}                  | {\displaystyle \rho _{i}(a)}                                      |
| ---------------------------------- | ----------------------- | -------------------------------------- | ----------------------------------------------------------------- |
| {\displaystyle \Omega _{r}}        | rayonnement,            | {\displaystyle w_{r}={\frac {1}{3}}},  | {\displaystyle \rho _{r}(a)\propto a^{-4}},                       |
| {\displaystyle \Omega _{\gamma }}  | photons                 |                                        |                                                                   |
| {\displaystyle \Omega _{\nu }}     | neutrinos               |                                        |                                                                   |
| {\displaystyle \Omega _{m}}        | matière,                | {\displaystyle w_{m}=0},               | {\displaystyle \rho _{m}(a)\propto a^{-3}},                       |
| {\displaystyle \Omega _{b}}        | matière baryonique      |                                        |                                                                   |
| {\displaystyle \Omega _{c}}        | matière sombre froide   |                                        |                                                                   |
| {\displaystyle \Omega _{\Lambda }} | constante cosmologique, | {\displaystyle w_{\Lambda }=-1},       |                                                                   |
| {\displaystyle \Omega _{de}}       | énergie sombre          | {\displaystyle w_{de}<-{\frac {1}{3}}} | {\displaystyle \rho _{de}(a)\propto a^{-3\left(1+w_{de}\right)}}, |
| {\displaystyle \Omega _{k}}        | courbure spatiale,      |                                        | {\displaystyle \rho _{k}(a)\propto a^{-2}}                        |

- Ωr pour le rayonnement[16] ;
- Ωm pour la matière[16],[17]
  - dont Ωb pour la matière baryonique[17]
  - et Ωm – b pour la matière noire non baryonique[17] ;
- ΩΛ pour l'énergie noire[17] ;
- Ωk pour la courbure spatiale[16].

Ils permettent de réécrire comme suit la première équation de Friedmann :
{\displaystyle H^{2}\!\left(t\right)=H_{0}^{2}\left({\frac {\Omega _{\mathrm {r} }}{a^{4}}}+{\frac {\Omega _{\mathrm {m} }}{a^{3}}}+{\frac {\Omega _{\mathrm {k} }}{a^{2}}}+\Omega _{\Lambda }\right)},
où :
- {\displaystyle H_{0}} est la valeur de {\displaystyle H} aujourd'hui,
- {\displaystyle \Omega _{0}=\Omega _{\mathrm {r} }+\Omega _{\mathrm {m} }+\Omega _{\Lambda }} est la valeur de {\displaystyle \Omega } aujourd'hui,

et :
- {\displaystyle \Omega _{r,0}\;{\overset {\underset {\mathrm {def} }{}}{=}}\;{\frac {\rho _{r,0}}{\rho _{c,0}}}},
- {\displaystyle \Omega _{m,0}\;{\overset {\underset {\mathrm {def} }{}}{=}}\;{\frac {\rho _{m,0}}{\rho _{c,0}}}},
- {\displaystyle \Omega _{\Lambda ,0}\;{\overset {\underset {\mathrm {def} }{}}{=}}\;{\frac {\rho _{\Lambda }}{\rho _{c,0}}}={\frac {\Lambda c^{2}}{3H_{0}^{2}}}}.
- {\displaystyle \Omega _{\mathrm {k} }=-{\frac {k}{H_{0}^{2}}}=1-\Omega _{0}}[21].

Dans le modèle ΛCDM minimal, Ωr = Ωγ + Ων où Ωγ et Ων sont respectivement les densité de photons et de neutrinos.
| Nom                      | Ωr | Ωm | ΩΛ | Λ   |
| ------------------------ | -- | -- | -- | --- |
| Einstein-de Sitter (EdS) | 0  | 1  | 0  | 0   |
| Friedmann                | —  | —  | 0  | 0   |
| de Sitter (dS)           | 0  | 0  | 1  | > 0 |
| anti de Sitter (AdS)     | 0  | 0  |    | < 0 |